# 220 Ouest 939 à 998

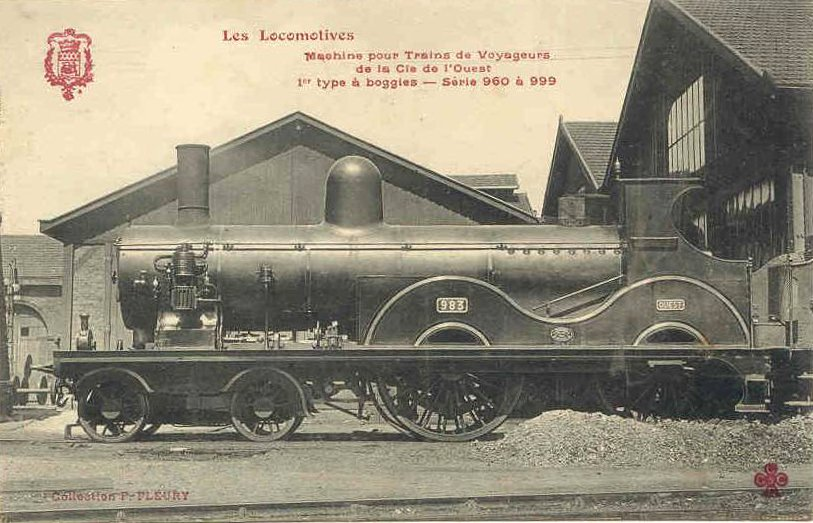
La 220 983, construite par Schneider au Creusot.

Les 220 Ouest 939 à 998 sont des locomotives de vitesse de la  Compagnie des chemins de fer de l'Ouest de type 220, affectées aux trains rapides de voyageurs. 

## La construction
n° 939-950, livrées par la Société Franco-Belge
n° 951-952, prototypes usine construits en  1888
n° 953-962, livrées par Schneider et Cie en 1892
n° 963-982, livrées par Schneider en 1894
n° 983-990, livrées par Schneider en 1897
n° 991-998, livrées par Schneider en 1897

## Caractéristiques
- Empattement des roues motrices:: 7 400 mm
- Empattement du bogie: 2 900 mm
- Diamètre des cylindres  : 460 mm
- Course des cylindres  : 660 mm
- Diamètre des roues motrices : 2 045 mm
- Diamètre des roues du bogie : 930 mm
- Masse en ordre de marche : 44,8 t
- Masse adhérente: 28 t
- Longueur hors tout : 10,174 m
- Masse du tender en ordre de marche :26,145 t
- Capacité du tender en eau: 10,5 m3
- Capacité du tender en charbon:3 t
- Pression de la chaudière : 11 kg/cm2
- Diamètre des cylindres  : 470 mm
- Course des cylindres  : 660 mm
- Surface de grille: 10 m2
- Surface de chauffe:137 m2
- Vitesse maxi en service : 120 km/h[1]